# Katie Porter
Katherine Moore Porter, detta Katie (Fort Dodge, 3 gennaio 1974), è una politica statunitense, membro della Camera dei rappresentanti per la California dal 2019 al 2025.

## Biografia
Nata a Fort Dodge, nell'Iowa, e cresciuta in una piccola comunità agricola, Katie Porter frequenta la Phillips Academy. Dopo aver conseguito la laurea all'Università Yale, frequenta la facoltà di legge all'Università di Harvard, dove si laurea con lode nel 2001.
Nel 2006 entra a far parte della facoltà di giurisprudenza dell'Università dell'Iowa per poi ottenere la cattedra di docente presso l'Università di Irvine.
Identificatasi come democratica, nel 2018 si dà alla politica candidandosi alla Camera dei rappresentanti per il 45º distretto della California, battendo con il 52,1% di voti la repubblicana in carica Mimi Walters.